# Saverio Canale
Pour les articles homonymes, voir Canale.
Saverio Canale (aussi Canali ou Canalabus) (né le 15 février 1695 à Terni, alors dans les États pontificaux et mort le 20 mars 1773 à Rome) est un cardinal italien du XVIIIe siècle. Il est de la famille des cardinaux Francesco Canali (1831) et Nicola Canali (1935).

## Biographie
Saverio Canale exerce diverses fonctions au sein de la Curie romaine, notamment comme préfet des archives et comme trésorier-général de la chambre apostolique.
Le pape Clément XIII le crée cardinal lors du consistoire du 26 septembre 1766. Le cardinal Canale est abbé commendataire de Subiaco à partir de 1766.
Il participe au conclave de 1769, lors duquel Clément XIV est élu pape.
Le cardinal Canale meurt à Rome le 20 mars 1773 à l'âge de 78 ans.